# Přeslička

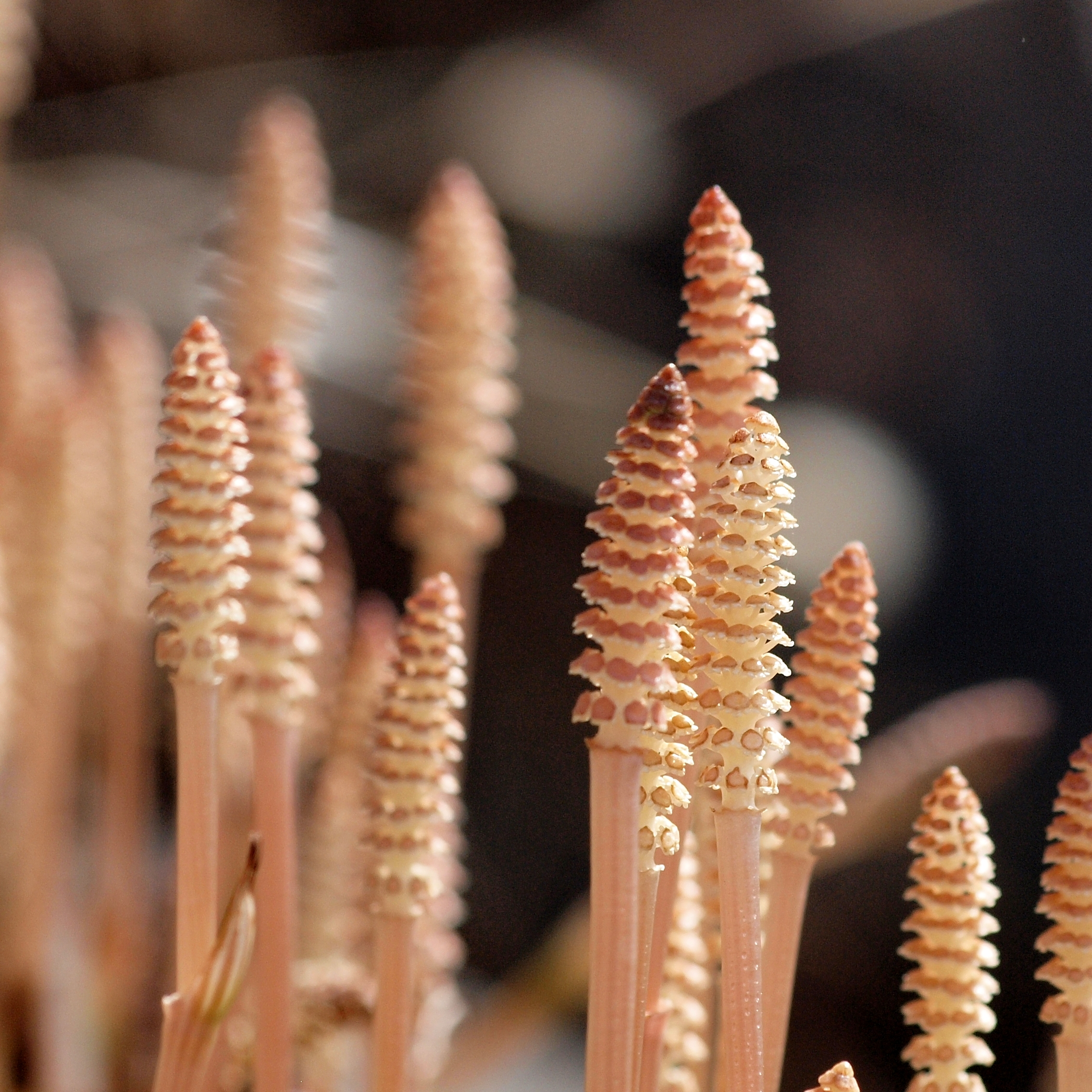
Fertilní (plodné) lodyhy přesličky rolní

Přeslička (Equisetum) je rod kapraďorostů z třídy přesličky. Jsou to vytrvalé byliny s podzemními oddenky a přímými, nevětvenými nebo přeslenitě větvenými lodyhami. Přesličky se množí sporami, které vznikají ve sporangiích ve výtrusném klasu. Ze spory vyrůstá haploidní, jednopohlavný prokel, na němž se tvoří pohlavní buňky. Po oplození vyrůstá ze zygoty vlastní přeslička, představující sporofyt, a cyklus se opakuje. Rod zahrnuje 18 druhů a je rozšířen téměř po celém světě. V České republice roste 9 druhů, z nichž nejběžnější je přeslička rolní, přeslička lesní a přeslička poříční. V minulosti byly některé druhy oddělovány do samostatného rodu Hippochaete (cídivka).
Přesličky mají význam zejména jako léčivé rostliny. Některé druhy jsou jedovaté. Slouží také jako abrazivum a k barvení.

## Popis
Přesličky jsou vytrvalé, drobné nebo rozměrné byliny s podzemním oddenkem. Největším druhem je jihoamerická přeslička Equisetum myriochaetum, dorůstající výšky až 5 metrů (výjimečně až 8 metrů) a tloušťky stonku až 2 cm. Rovněž druh Equisetum giganteum dorůstá výšky 2-4 metrů. Z evropských druhů dosahuje největší výšky (okolo 2 metrů) přeslička největší. Oddenek přesliček je větvený a plazivý nebo řidčeji přímý či vystoupavý, článkovaný. Pravé kořeny chybějí, z oddenku v vyrůstají v uzlinách rhizoidy. Nadzemní lodyha je vytrvalá nebo jednoletá, vzpřímená, větvená nebo nevětvená, s okrouhlým průřezem. Některé druhy mají odlišné sterilní a fertilní lodyhy. Lodyha je ve středové části dutá, na povrchu pokožky často s drsnými křemičitými tělísky. Mezi nody bývá rýhovaná, pod rýhami i žebry se nacházejí vedlejší kanálky. Pokud je větvená, vyrůstají větve v přeslenech z uzlin a mají podobnou strukturu jako lodyha. Listy jsou velmi redukované, šupinovité, uspořádané v přeslenu. Ve spodní části jsou srostlé v pochvu obklopující bázi uzliny, zatímco v horní části jsou volné a tvoří zuby. Výtrusy se tvoří ve sporangiích, nacházejících se ve výtrusném klasu. U některých druhů se klas formuje na konci zelené lodyhy (přeslička bahenní, přeslička poříční, druhy podrodu Hippochaete), u jiných nejprve vyrůstá nezelená fertilní lodyha s výtrusným klasem, která se později zazelená (přeslička lesní, přeslička luční). U dimorfních druhů (přeslička rolní, přeslička největší) jsou fertilní lodyhy samostatné, po celou dobu nezelené a po vyprášení výtrusů odumírají.

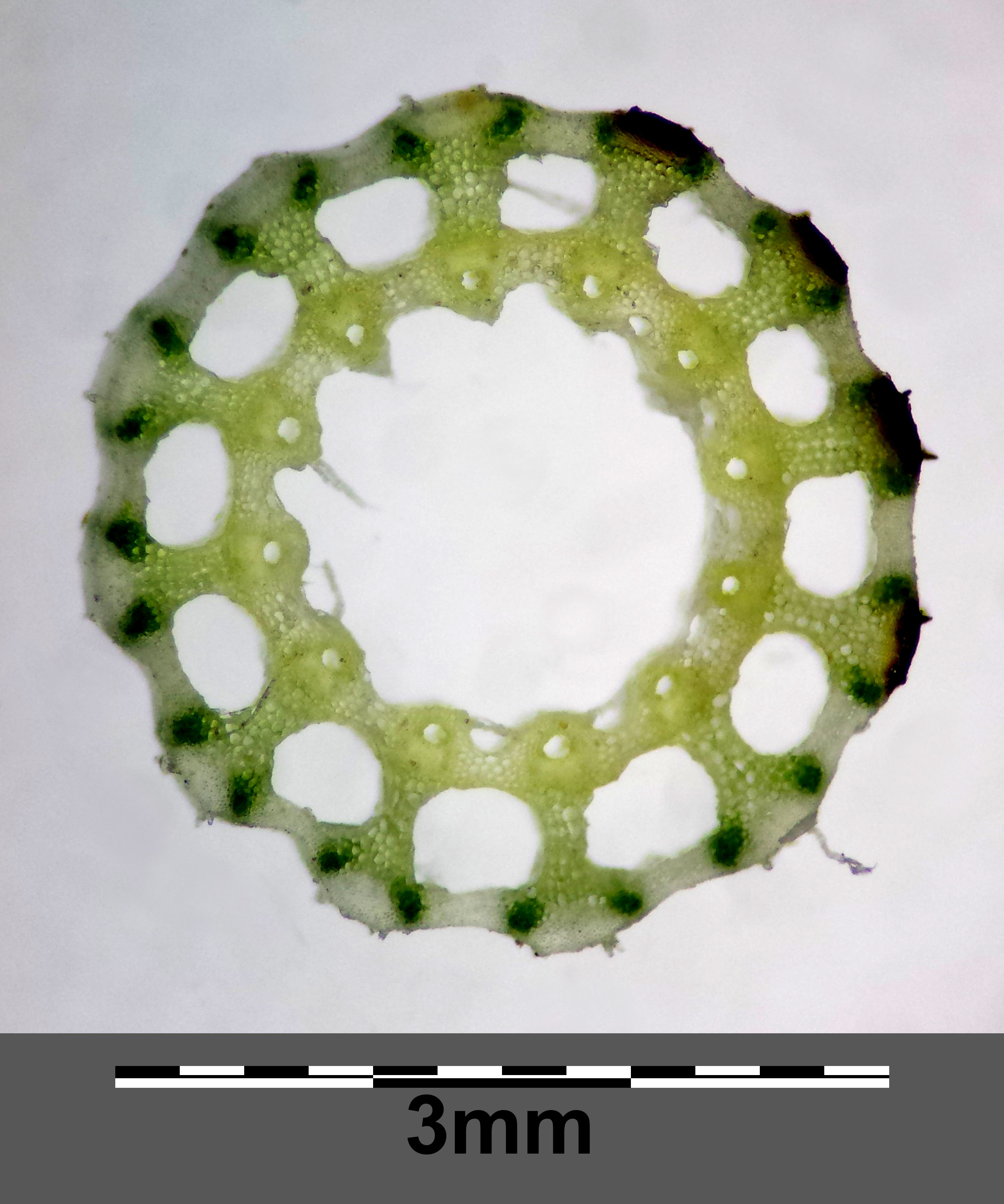
Řez stonkem přesličky lesní
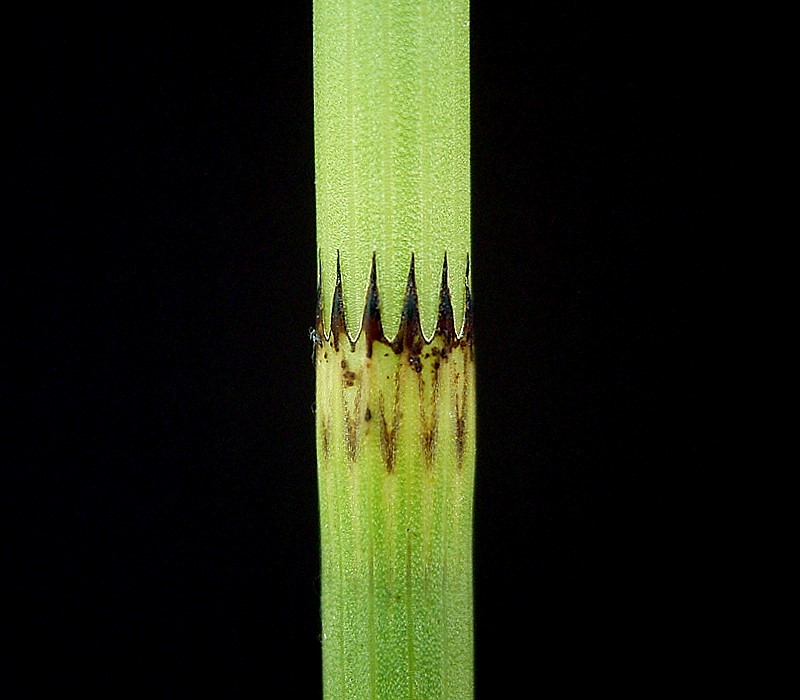
Přeslen listů přesličky poříční
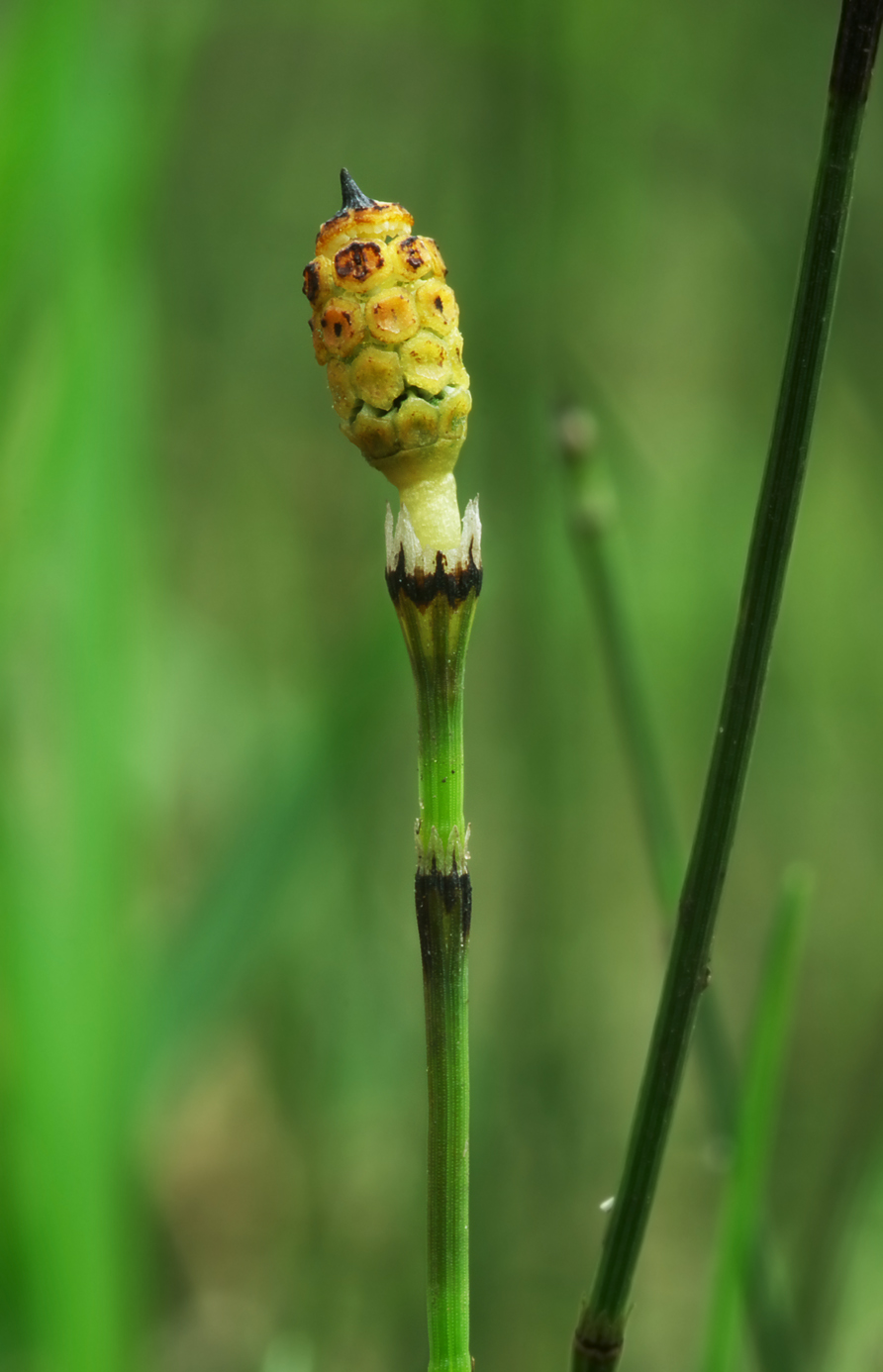
Přeslička (cídivka) různobarvá

## Životní cyklus
V životním cyklu přesliček převládá fáze diploidního sporofytu nad fází haploidního gametofytu. Vlastní rostlina přesličky představuje sporofyt, zatímco gametofyt se objevuje v podobě drobné, lupenité stélky na povrchu vlhké půdy.

### Fáze gametofytu
Spory přesliček jsou kulovité, zelené a na povrchu mají 4 až 6 páskovitých vychlípenin, zvaných haptery. Ty jsou pevně obtočené okolo spory, za zralosti a sucha se napřimují a pomáhají spoře dostat se ze sporangia. Spory se hapterami zachycují a vytvářejí shluky, což napomáhá oplození. Samčí a samičí spory mají podobný tvar i velikost (isosporie), jsou však funkčně odlišné (jednopohlavné). Z klíčící spory vyrůstá lupenitý prokel (gametofyt), který je u přesliček zelený a roste na povrchu půdy. Jeho velikost je zpravidla od několika milimetrů do jednoho centimetru, u tropických zástupců však může dosáhnout až 3,5 cm v průměru. Samčí prokly bývají menší než samičí. Na samčích proklech vyrůstají antheridia (pelatky), na samičích archegonia (zárodečníky). Z antheridií se uvolňují obrvené (polyciliátní), pohyblivé spermatozoidy, které oplodňují vajíčko v archegoniu. Podmínkou úspěšného oplodnění je dostatečná vlhkost prostředí. Oplodněním vajíčka vzniká zygota, z níž vyrůstá mladá rostlina přesličky, představující sporofyt.

### Fáze sporofytu
Na konci zelené lodyhy nebo v případě dimorfních přesliček na konci nezelené fertilní lodyhy se formuje nezelený výtrusný klas (strobilus). Ten se skládá z patrovitě uspořádaných přeslenů, složených ze stopkatých, štítovitých útvarů, známých jako sporangiofory. Sporangiofor má deštníkovitý tvar a visí na něm asi 5 až 10 sporangií, připojených ke spodní straně vrcholového štítku sporangioforu. Zprvu jsou sporangia k sobě těsně přilehlá a klas je kompaktní, za zralosti se rozvolňuje, sporangia pukají na vnitřní straně podélným švem a uvolňují haploidní spory, kterými začíná opět fáze gametofytu.

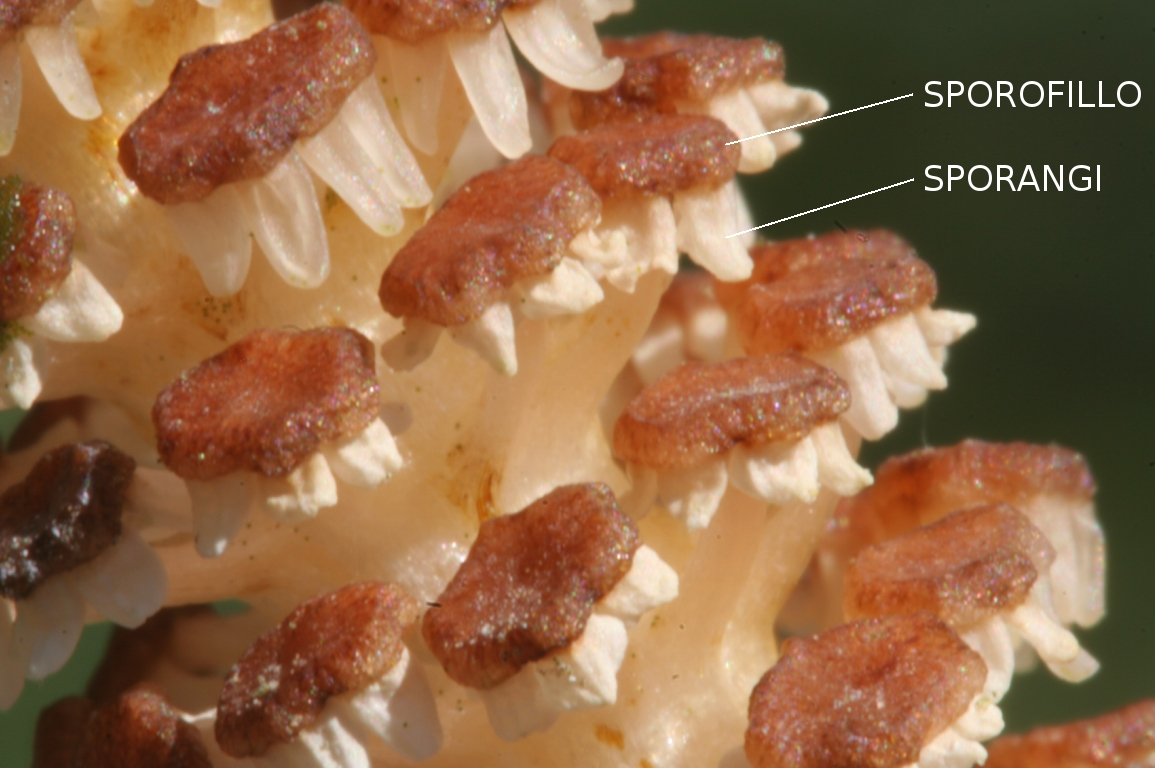
Detail klasu přesličky rolní
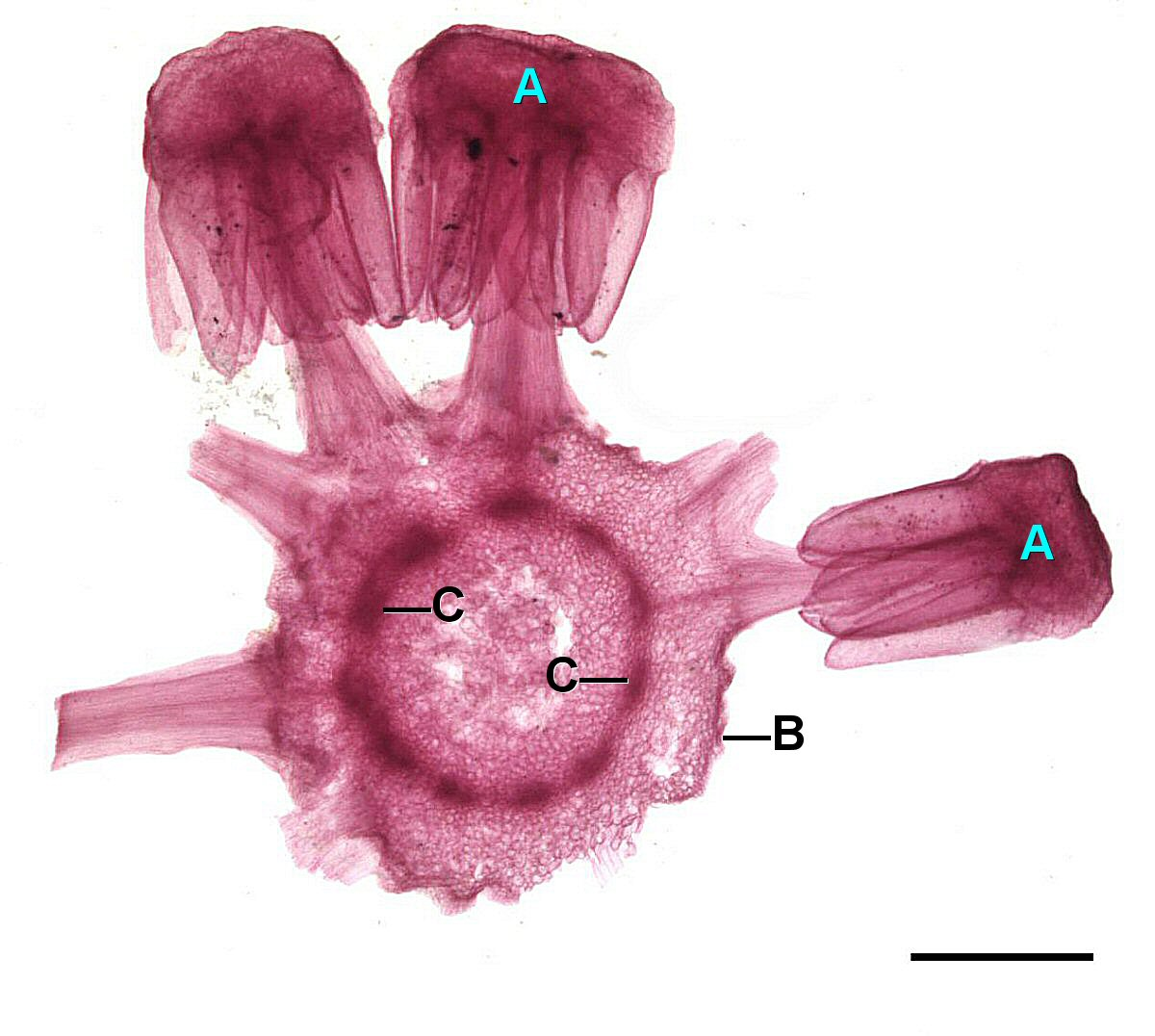
Řez klasem přesličky největší se sporangiofory
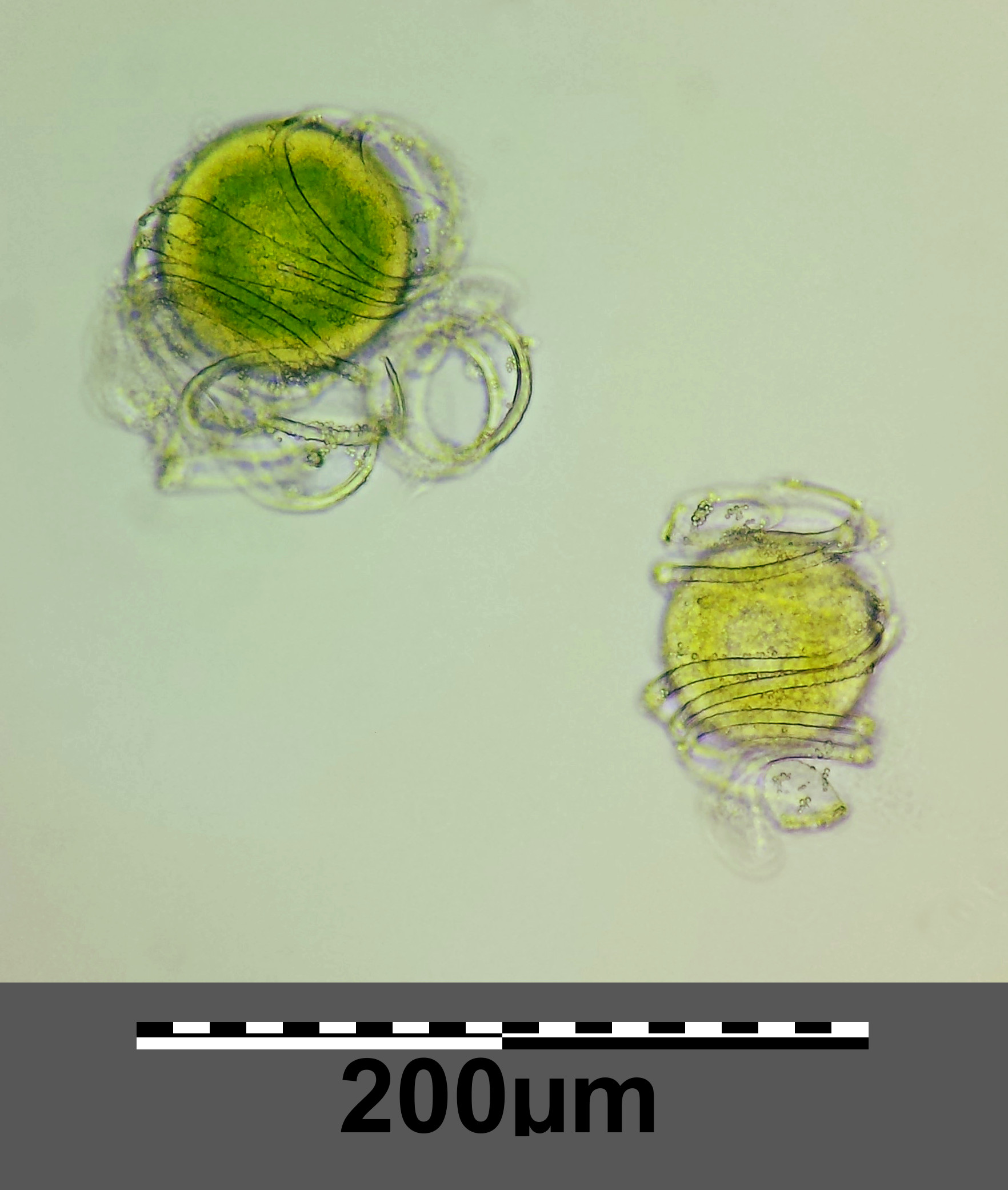
Spory přesličky rolní s hapterami
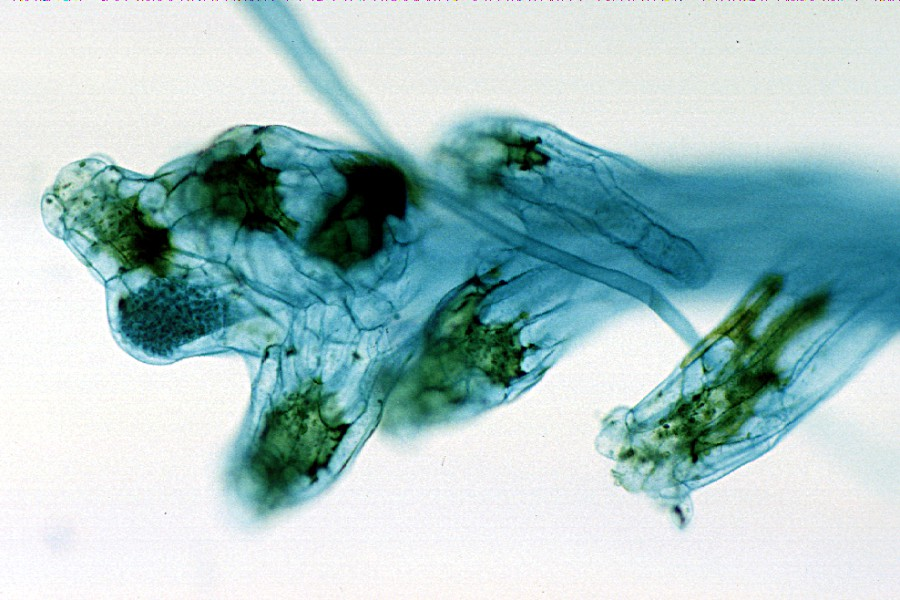
Gametofyt přesličky s gametangii

## Rozšíření
Rod přeslička zahrnuje v současném, širším pojetí 18 druhů. Vyskytuje se kosmopolitně téměř po celém světě s výjimkou Austrálie, Nového Zélandu a Antarktidy. Není zastoupen také v některých oblastech vlhkých tropů, jako je Amazonie nebo rovníková Afrika v okolí Guinejského zálivu. V České republice se vyskytuje 9 druhů přesliček a 3 kříženci. Mezi nejběžnější patří přeslička rolní, přeslička lesní a přeslička bahenní. V rámci Evropy se mimo druhů zastoupených i v ČR vyskytuje ještě přeslička skřípinovitá (Equisetum scirpoides), obývající sever a severovýchod kontinentu. Řada evropských druhů (přeslička bahenní, luční, rolní, poříční, lesní, různobarvá, zimní) má obrovský obtočnový areál, zahrnující také většinu temperátní Asie a severní polovinu Severní Ameriky, v některých případech i Grónsko.
Neobvyklý areál má přeslička větevnatá, rozšířená mimo Eurasie také v tropické a jižní Africe, Madagaskaru, tropické Asii a Tichomoří. Je to jediný druh přesličky, vyskytující se v subsaharské Africe a Tichomoří (zde subsp. debile). Přeslička největší má dva poddruhy, nominátní poddruh se vyskytuje v Evropě, severní Africe a jihozápadní Asii, přeslička největší Braunova (E. telmateia subsp. braunii) roste ve východní Asii a Severní Americe.
V Severní Americe se mimo již zmíněných druhů s obtočnovým areálem vyskytuje ještě Equisetum laevigatum (Kanada až Mexiko) a někteří kříženci. Ve Střední a Jižní Americe rostou 4 druhy: Equisetum giganteum, Equisetum bogotense a Equisetum myriochaetum, z toho první dva zasahují až do Chile a Argentiny, a americký poddruh přesličky zimní E. hyemale subsp. affine.

## Ekologické interakce
Přesličky jsou živnými rostlinami housenek některých druhů můr, jako je např. šedavka luční (Hydraecia micacea) nebo dřevobarvec luční (Xylena vetusta). Na oddencích přesličky rolní se formují zásobní hlízky, které jsou v přírodě občas vyrývány prasaty.

## Prehistorie

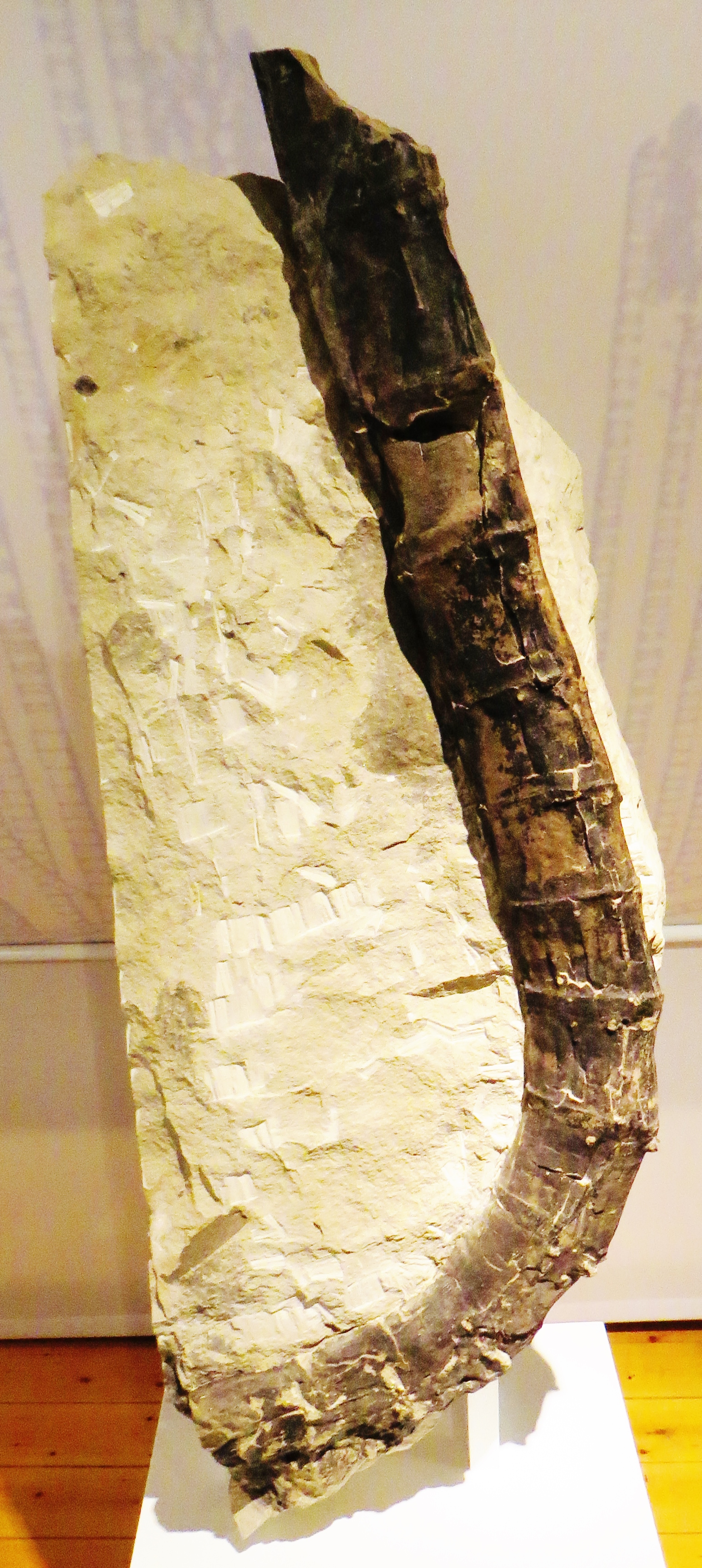
Fosilní stonek †Equisetites arenaceus z raných druhohor

Rostliny podobné dnešním přesličkám jsou známy již z karbonu a jsou řazeny do rodu †Equisetites. Tyto rostliny byly současníky obřích stromovitých zástupců třídy přesličky, jako jsou např. kalamity. Rozvoje pak dosáhly v raných druhohorách a později. K samotnému rodu Equisetum jsou zpravidla přiřazovány až rostliny z období třetihor, kdy již tvoří tento rod většinu fosilních přesliček a jeho zástupci jsou v každém ohledu velmi podobní dnešním přesličkám.
V roce 2018 byla uveřejněna fylogenetická studie, dokládající, že druh Equisetum bogotense se odštěpil od vývojového stromu ostatních žijících přesliček již v období mezozoika a jedná se tedy o vývojově izolovaný druh, který je blíže příbuzný s některými vymřelými přesličkami než se žijícími zástupci rodu. O jeho izolovanosti svědčí i fakt, že se nekříží se žádnou z ostatních žijících přesliček.

## Obsahové látky a jedovatost
Přeslička bahenní obsahuje toxický alkaloid palustrin a je jedovatá. Byly zaznamenány otravy zvířat (zejména dobytka, řidčeji i ovcí) po požití většího množství této rostliny.
Přesličky mohou být nebezpečné zejména pro koně, neboť obsahují enzym thiaminázu, který způsobuje nedostatek vitamínu B1 (thiaminu). Zvláště riziková je v tomto směru přeslička zimní a přeslička větevnatá. Přežvýkavci jsou vůči tomuto působení rezistentní, neboť se u nich thiamin vytváří v bachoru.

## Taxonomie
Rod Equisetum je jediným recentním rodem třídy přesličky.
V současné taxonomii je tento rod pojímán široce, zatímco v minulosti byl při úzkém pojetí rodů někdy rozdělován na dva rody, Equisetum (přeslička) a Hippochaete (cídivka). Toto pojetí bylo použito např. v díle Květena ČR, zatímco v později vydaném Klíči ke květeně České republiky a checklistech české flóry je již uváděn jen rod Equisetum. Oba bývalé rody jsou dále vedeny na úrovni podrodů.

## Zástupci
- přeslička bahenní (Equisetum palustre)
- přeslička jižní (Equisetum x meridionale), syn. cídivka jižní (Hippochaete x meridionalis)
- přeslička lesní (Equisetum sylvaticum)
- přeslička luční (Equisetum pratense)
- přeslička Mooreova (Equisetum x moorei), syn. cídivka Mooreova (Hippochaete x moorei)
- přeslička největší (Equisetum telmateia)
  - přeslička největší Braunova (Equisetum telmateia subsp. braunii, syn. E. braunii)
- přeslička pobřežní (Equisetum x littorale)
- přeslička poříční (Equisetum fluviatile)
- přeslička rolní (Equisetum arvense)
- přeslička různobarvá (Equisetum variegatum), syn. cídivka různobarvá (Hippochaete variegata)
- přeslička skřípinovitá (Equisetum scirpoides)
- přeslička větevnatá (Equisetum ramosissimum), syn. cídivka větevnatá (Hippochaete ramosissima)
- přeslička zimní (Equisetum hyemale), syn. cídivka zimní (Hippochaete hyemalis)

## Význam
Přesličky jsou využívány v Evropě, Asii i Americe jako léčivé rostliny. V České republice se jako léčivka sbírá přeslička rolní. Nať se využívá jako součást diuretických čajů, má močopudné a svíravé účinky a staví krvácení. Zevně se používá na špatně se hojící rány, vředy ap. Působí také antibakteriálně, antiviroticky, antimykoticky a antisepticky. Vzhledem k obsahu thiaminázy se nedoporučuje její používání v těhotenství, při ledvinových a srdečních onemocněních a po dobu delší než 7 dní. Rostlina má význam také v homeopatii.
Přeslička rolní poskytuje červené barvivo. Jako hlavní barvící složky obsahuje kempferol, equisetrin a apigenin. Používá se také tradičně jako abrazivum při čištění nádobí a leštění dřeva, mosazi a slonoviny.
Podle některých zdrojů lze škrobnaté hlízy a mladé výhony přesličky poříční použít po úpravě jako potravinu.
Pro vysoký obsah křemičitých krystalů se používaly sušené nebo čerstvé přesličky na čištění nádobí nebo byly používány truhláři na jemné broušení dřeva nebo kovu, kdy se přesličky usušily a svázaly do svazku. Svazek se z jedné strany seřízl a dřevo se brousilo vzniklou čelní stranou svazku. Toto použití dodnes přetrvává u některých hudebníků, kteří přesličkou leští dechové nástroje (např. hoboj, klarinet). Severoameričtí indiáni, například Lakotové, si vkládali do mokasínů sušené přesličky, aby tím zabránili pocení nohou, jejich zápachu a plísňovým chorobám.

## Přehled druhů a členění rodu

### Charakteristika podrodů
Subg. Equisetum
- Lodyhy většinou nepřezimují, sterilní a plodné často morfologicky a fenologicky odlišné (nikoliv však vždy), řady křemitých hrbolků často chybí (ne vždy).
- Průduchy jsou ve 2 víceřadých pruzích na bocích rýh nebo v 1 širokém pruhu na dně lodyžní rýhy, jsou uloženy v rovině s buňkami pokožky.
- Zuby lodyžních pochev většinou nejsou protaženy v šídlovitou špičku, většinou vytrvávají.
- Výtrusnicový je klas na špici většinou tupý, mezi klasem a nejvyšší pochvou bývá mezera.
- Často obsahují piperidinové alkaloidy

Subg. Hippochaete
- Lodyhy většinou přezimují, sterilní i plodné jsou zpravidla stejné, vyskytující se současně, na žebrech jsou většinou řady křemitých hrbolků.
- Průduchy jsou ve 2 jednořadých pruzích na bocích rýh, jsou ponořeny do korového pletiva a překryty buňkami pokožky, jen uprostřed mají dýchací otvůrek.
- Zuby lodyžních pochev jsou někdy protaženy v šídlovitou špičku, často opadávají.
- Výtrusnicový klas je často na špici hrotitý a naspodu obejmut nejvyšší pochvou.
- Piperidinové alkaloidy většinou chybí.

### Přehled druhů
Podrod Equisetum
- Equisetum arvense
- Equisetum bogotense
- Equisetum diffusum
- Equisetum fluviatile
- Equisetum palustre
- Equisetum pratense
- Equisetum sylvaticum
- Equisetum telmateia

Podrod Hippochaete
- Equisetum giganteum
- Equisetum myriochaetum
- Equisetum hyemale
- Equisetum laevigatum
- Equisetum ramosissimum
- Equisetum scirpoides -
- Equisetum variegatum -

### Kříženci

#### Kříženci v podroduEquisetum
- Equisetum × littorale = Equisetum fluviatile × Equisetum arvense
- Equisetum × dycei = Equisetum fluviatile × Equisetum palustre
- Equisetum × willmotii = Equisetum fluviatile × Equisetum telmateia
- Equisetum × rothmaleri = Equisetum arvense × Equisetum palustre
- Equisetum × robertsii = Equisetum arvense × Equisetum telmateia
- Equisetum × mildeanum = Equisetum pratense × Equisetum sylvaticum
- Equisetum × bowmanii = Equisetum sylvaticum × Equisetum telmateia
- Equisetum × font–queri = Equisetum palustre × Equisetum telmateia

#### Kříženci v podroduHippochaete
- Equisetum × moorei = Equisetum hyemale × Equisetum ramosissimum
- Equisetum × trachydon = Equisetum hyemale × Equisetum variegatum
- Equisetum × schaffneri = Equisetum giganteum × Equisetum myriochaetum
- Equisetum × ferrissii = Equisetum hyemale × Equisetum laevigatum
- Equisetum × meridionale = Equisetum ramosissimum × Equisetum variegatum
- Equisetum × nelsonii = Equisetum laevigatum × Equisetum variegatum